# タンゴ (サッカー)

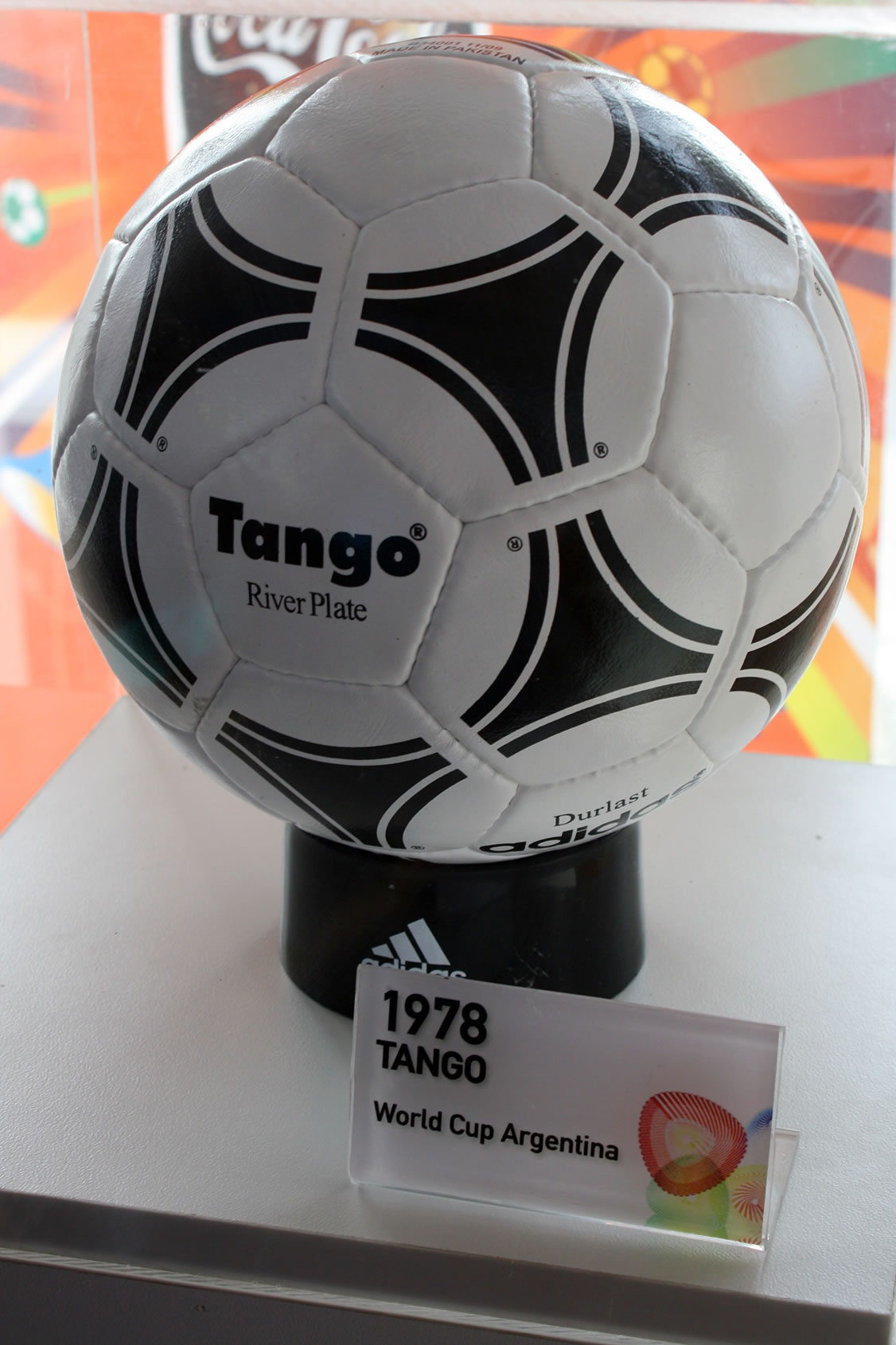
Tango

タンゴ（Tango）はアディダスのサッカーボール。1978 FIFAワールドカップにおける公式試合球である。
名称とデザインの由来は開催国のアルゼンチンの音楽およびダンスのひとつであるタンゴが元となっている。
六角形の革20枚の部分に「三つの弧」を配置することによってボールの中に12の円が存在するように見せるというデザインはFIFAワールドカップの公式試合球において1998 FIFAワールドカップフランス大会で使用されたトリコロールまで20年に渡って踏襲されて使用された。
アディダスが提供しているFIFAワールドカップの他の公式試合球と同様に日本のモルテンが技術提供しており、製品もモルテンからアディダスへOEM供給された。なお日本国内ではリリース当初は「モルテン・タンゴ」として発売された。
派生タイプであるタンゴ・ムンディアルはUEFA欧州選手権1984で公式試合球として使用された。
なお「タンゴ」シリーズは現在でもアマチュアを中心に、世界中で使用され続けている。
2011年12月にアディダスがUEFA EURO 2012及びFIFAクラブワールドカップ2011公式試合球として発表した「タンゴ12」は久々にタンゴデザインを用いたものとなっている。